# Bogachiel
Bogachiel je řeka na Olympijském poloostrově v americkém státě Washington. Pramení pod horou Bogachiel Peak a teče západním směrem skrz Olympijský národní park. Poté, co park opustí, společně s řekou Sol Duc vytváří řeku Quillayute, jenž se nedaleko obce La Push vlévá do Tichého oceánu.
Systém povodí řeky Quillayute, do nějž patří kromě řek Bogachiel a Sol Duc také řeky Dickey a Calawah, je největším povodím severní části Olympijského poloostrova.
Název řeky je odvozen z Kilútských slov „bahnitá“ a „řeka“.

## Tok řeky
Řeku tvoří několik menších horských bystřin pod horou Bogachiel Peak v Olympijské divočině v Olympijském národním parku, konkrétně na severozápadě Olympijského poloostrova. Odtud teče západním směrem hlubokým údolím jen kousek severně od údolí řeky Hoh a sbírá vody svých přítoků, včetně svého důležitého severního ramene.
Pod soutokem jižního a severního ramene běží řeka souběžně s hranicí okresů Clallam a Jefferson a několikrát ji překračuje. Po sběru vod dalších přítoků, jakými jsou potoky Tunwata Creek nebo Hades Creek, opouští Olympijský národní park. Dále pokračuje severozápadním směrem souběžně s hranicemi Olympijského národního lesa a přes Bogachielský státní park. Poté řeku následuje silnice U.S. Route 101, západně od města Forks se pak nachází důležitý soutok s řekou Calawah. Právě mezi těmito dvěma řekami se město Forks nachází a získává své jméno díky okolnímu větvení těchto řek.
Po soutoku se řeka rozšíří a pokračuje západně meandry svým širokým údolím. Do něj se ze severu vlévá řeka Sol Duc, se kterou meandruje souběžně po několik kilometrů, než se konečně spojí v jeden tok. Výsledná řeka Quillayute pokračuje zhruba pouhých deset kilometrů, než ústí do Tichého oceánu nedaleko obce La Push. Dolní tok výsledné řeky protéká pobřežní částí Olympijského národního parku, jeho ústí se pak nachází v Kilútské indiánské rezervaci.

## Přírodní historie
Údolí horního toku řeky Bogachiel je zarostlé deštným pralesem mírného pásu, podobným Hožskému deštnému pralesu v údolí řeky Hoh.

## Rekreace
Velká část řeky protéká divočinou Olympijského národního parku. Turistická stezka Bogachiel Trail, která začíná několik kilometrů za hranicemi parku, následuje řeku k soutoku severního a jižního ramene a pokračuje v údolí až do vyšších horských pásem, kde potkává další stezky vedoucí k údolím řek Sol Duc či Hoh.
Stejně jako všechny toky v povodí řeky Quillayute je i Bogachiel oblíbená mezi rybáři. Nachází se zde pravděpodobně nejzdravější pstruzi američtí na severozápadě Spojených států, každý rok se jich do zdejších vod vrací od moře až 19 tisíc. Také zde žijí početné populace lososů čavyča a kisuč.
Na rozdíl od mnoha ostatních velkých řek Olympijského poloostrova není povodí řek Quillayute a Bogachiel napájeno ledovci. Tím pádem není proud toku na jaře a v létě tak zanesený sedimenty. Také to znamená, že rybářská sezona je zde delší.